# اوا چرنوویتسکی
اِوا چِرنوویتسکی (مجاری: Csernoviczki Éva؛ زادهٔ ۱۶ اکتبر ۱۹۸۶) جودوکار اهل مجارستان است.